# 4-es főúti sorozatgyilkosság
A 4-es főúti sorozatgyilkos  (gyakran említett másik nevén "karcagi sorozatgyilkos") egy máig azonosítatlan sorozatgyilkos megnevezése. Gyilkosságait 2007 és 2010 között követte el Karcag térségében, Magyarországon. 4 áldozata ismert, ám ennél több bűncselekmény elkövetésével gyanúsítják, egyik áldozatát ma is eltűntként tartják számon. Az FBI szorosan együttműködött a magyar rendőrséggel, mégsem derült fény érdemi információkra az elkövetőről a mai napig. 2025 tavaszán jelentkezett egy szemtanú, aki felismerni vélt a gyilkosságok idején egy Karcagon élő, magasan szakképzett, mára már nyugdíjas, bordó autóval közlekedő személyt, amint prostituáltakat szállított el minden nap jó házasság ellenére Karcagon, azonban az ügyben előre lépés nem történt. A Nemzeti Nyomozó Iroda ("magyar FBI") is vizsgálódott 2025-ben. A tettest nem sikerült azonosítani eddig. Másik gyanúsított Tibor Foco.

## A gyilkosságok
Az első áldozatnak, a 34 éves V. Zoltánné prostituáltnak 2007-ben veszett nyoma, őt 2011-ben találták meg. Második áldozata, Ty. A., még kiskorú volt (17), amikor utoljára egy piros vagy bordó autóba látták beszállni Karcag egyik autós pihenőjében 2010. május 22-én, amikor örökre nyoma veszett. A harmadik áldozat, P. Piroska prostituált, 2010. június 19-én szinte egyik percről a másikra lett a sorozatgyilkos áldozata: 17:22-kor még hívást fogadott mobilján, 17:38-kor már halott volt. A tett színhelye szintén a 4-es főút karcagi elágazása. L. Erzsébet (24) prostituált 2010. augusztus 20-án halt meg. A Karcagot Bucsával összekötő út vizesárkában találták meg. Őt megfojtották, a többi áldozattal késszúrások sorozatával végeztek. A rejtélyes, azonosítatlan sorozatgyilkos kilétét a mai napig homály fedi. Pár dolog azonban biztos: szombati napokon gyilkolt így feltehetően volt munkahelye, bordó autója volt, vagyis rendelkezett vezetői engedéllyel, otthonosan mozgott a prostituáltak körében és feltehetően jól ismerte Karcagot és annak környékét. A magyar rendőrség az FBI-al dolgozott együtt azokban az időkben, de szinte semmilyen eredményre nem jutottak azon kívül, hogy a gyilkos profilját felvázolták.

## A 4-es főúti sorozatgyilkos rejtvénye: A puzzle
https://mgonline.hu/hirek/rendorsegi-felhivas A sorozatgyilkos a 2010. augusztus 20-i gyilkosságakor összetépett papírlapokat hagyott hátra, melyből az állami szervek csak 1 szót tudtak összerakni: "Diät". A szó német nyelvterületről származik. Elképzelhető, hogy más szavak/mondatok/üzenetek is összerakhatóak belőle. A rejtvényt akárki megoldhatja.

## Érdekességek
Egy 1992-ben, Tégláson, Cs. É. sérelmére elkövetett gyilkosság a 4-es főúti sorozatgyilkoshoz való hasonlatosságot mutat, de az ügyben nem sikerült előrelépni, bármit is bárkire rábizonyítani. A nő fej és végtagok nélküli torzója két héttel eltűnése után, 1992-ben a téglási temetőnél került elő. A DNS-nyomok alapján azonosították a rendőrök, a hiányzó testrészek máig nem kerültek elő. Az orvosszakértők szerint a gyilkos anatómiai ismeretekkel rendelkezik, a testet ki is véreztette. A hatóságok nem tartják kizártnak, hogy Cs. É. volt a 4-es főúti sorozatgyilkos első áldozata.
Egy másik, szintén Hajdú-Bihar vármegyében történt eset is jelentős hasonlóságot mutat a gyilkos tetteivel. 1994 júniusában bejelentették egy 17 esztendős lány eltűnését, akinek napokkal később Püspökladány közelében, egy vasúti töltés mellett találták meg a holttestét.
Ausztriában, a 2005-2010 között elkövetett sorozatgyilkosságokhoz kísértetiesen hasonlít a karcagi sorozatgyilkos esete, de mindmáig konkrét összefüggést nem találtak: https://kurier.at/politik/ungeklaerte-morde-zwei-leichen-identifiziert/810.531
2025. februárjában állítólagosan bejelentések érkeztek több szerv felé is, mely szerint 2 szemtanú felismerni vélt 2007-2010 között egy Karcagon élő, mára már nyugdíjas, magasan szakképzett személyt, amint bordó autóval prostituáltakat szállított el naponta Karcagról, jó házasság mellett. Az ügyben érdemi előrelépés viszont nem történt, vagy nem sikerült a gyanúsítottra rábizonyítani semmit. Esetleges hírzárlat elképzelhető, mint korábban is, a nyomozás érdekeire való tekintettel.

## Gyanúsítottak
Tibor Foco (1956. 04. 18., Linz, Ausztria - ) eltűnése. 
Összefüggésbe hozták még  4-es főúti sorozatgyilkosságot az 1995-ben a linzi börtönből megszökött bűnözővel, Tibor Foco-val is, akinek kilétét a mai napig homály fedi. Elfogásáért 8 millió magyar forintnak megfelelő összeget tűzött ki az Europol és az Interpol.Interpol
2025-ös februári fejlemények: az Interneten felröppent a hír, mely szerint gyanúsított egy Karcagon élő és állatokkal foglalkozó idős személy, melynek kilétét még homály fedi. A szemtanúk feljelentést tettek, de hogy érdemi változás történt-e az ügyben, egyelőre nem tudni.

## Linkek
- https://eumostwanted.eu/hu/node/68  Europol
- https://skdb.fandom.com/wiki/4th_Highway_Killer Serial Killer Database (Sorozatgyilkosok Adatbázisa – 4th Highway Killer – A 4-es főúti sorozatgyilkos)